# Замок Кастель-дель-Монте
Кастель-дель-Монте (итал. Castel del Monte — «замок горы») — охотничий замок на юге Италии, в 16 км от города Андрия в Апулии, в месте под названием «Терра ди Бари». Выдающееся сооружение времён императора Фридриха II Гогенштауфена, Кастель-дель-Монте считается одним из самых известных средневековых замков в мире.

## История сооружения
Кастель-дель-Монте был сооружён в период с 1240 по 1250 год. Архитектор неизвестен (возможно, в разработке замысла принимал участие сам Фридрих). Первоначально назывался castrum Sancta Maria de Monte по имени монастыря (Мария-дель-Монте), который был расположен на том же месте. В современном сооружении не сохранилось никаких следов первоначального монастыря, как не сохранились и исторические описания его формы и интерьера. Полагают, что отделочные работы в замке не были доведены до конца.

## Архитектурные особенности
Кастель-дель-Монте представляет собой правильный восьмиугольник. На углах замка находятся башни, также выстроенные в виде восьмиугольников. Длина каждой стороны основного восьмиугольника — 16,5 м, а стороны восьмиугольников башен — порядка 3,1 м. Высота стен — 25 м, высота башен — 26 м. Конструкция замка имеет следующую особенность — две стороны башни состыкованы с двумя сторонами основного восьмиугольника. Главный вход замка направлен на восток.
Кастель-дель-Монте часто называют известнейшим замком мира, однако это сооружение не является замком в точном значении этого слова. У него отсутствуют ров, вал и подъёмный мост. Нет также помещений для припасов, конюшен, отдельной кухни. Необычен вход в замок, который выполнен как портал готического храма. Функциональное назначение замка загадочно. Ранее предполагалось, что он был задуман как охотничья резиденция императора, однако внутренние помещения были, по мнению некоторых исследователей, слишком богато украшены и обставлены для «охотничьего домика».
Кастель-дель-Монте — двухэтажное сооружение с плоской крышей. Снаружи здание представляет собой правильный восьмиугольник со стороной 16,5 м. На каждом углу находится также восьмиугольная башня. Точно на половине высоты по всему периметру проходит небольшой карниз, разделяющий этажи. Второй карниз, отделяющий цоколь здания, проходит на высоте примерно 2 м. Внутренний двор также представляет собой правильный восьмиугольник. Высота стен от поверхности внутреннего двора — 20,5 м, угловые башни лишь немного выше.
Портал главного входа обращён строго на восток. На противоположной, западной стене находится второй вход. Здание построено из отшлифованного известняка, колонны, обрамления окон и порталы — мраморные. На каждой стороне внешней стены имеются два окна — одноарочное на первом и двухарочное на втором этаже. Лишь одно окно второго этажа — северное — имеет три арки.
Внутренние помещения представляют собой 16 правильных трапеций, по восемь на каждом этаже. В угловых башенках находятся гардеробы, туалеты и винтовые лестницы. Интересно, что лестницы закручиваются не вправо, как это целесообразно для обороны, а влево, следуя за природой, например, панцирь улитки. Во внутренний двор ведут три портала на первом этаже, кроме того, на втором этаже есть также три двери, через которые когда-то можно было попасть на ныне отсутствующий кольцевой деревянный балкон. Кроме того, в стенах двора расположены и другие маленькие окна, так что свет проникает в каждое помещение как через внешнюю, так и через внутреннюю стену.

Хотя все помещения, как первого, так и второго этажей, имеют одинаковую форму, они отличаются друг от друга расположением дверей. Два зала первого этажа соединяются с внешним миром через восточный и западный портал, но не имеют выходов во внутренний двор, а соединяются с другими залами. Кроме проходных залов, имеющих 2-3 двери, есть т. н. концевые, в которых лишь одна дверь. Таких залов 4 — по два на каждом этаже. Каждый из последних имеет камин и проход в туалет, расположенный в смежной башне. Туалеты хорошо проветривались через шлицы в стенах и промывались водой из баков, расположенных на крыше. Один из конечных залов второго этажа принято называть тронным. Его окно выходит на восток и расположено над главным порталом. В нём отсутствуют камин и туалет. 

### «Астрономическая» гипотеза
В каждое помещение второго этажа прямой солнечный свет проникает два раза в сутки круглый год, для помещений первого этажа это справедливо только летом. Таким образом, верхняя часть сооружения представляет собой гигантские солнечные часы. Два дня в году — на летний и зимний солнцеворот — свет равномерно распределяется между всеми помещениями первого этажа как пространственно, так и по времени. Таким образом, первый этаж может служить как календарь, а всё здание рассматриваться как своеобразный астрономический прибор.

## Рецепция
По модели Кастель-дель-Монте было выстроено величественное и таинственное здание Библиотеки в фильме Имя розы.
Памятник Всемирного наследия ЮНЕСКО.

## Галерея

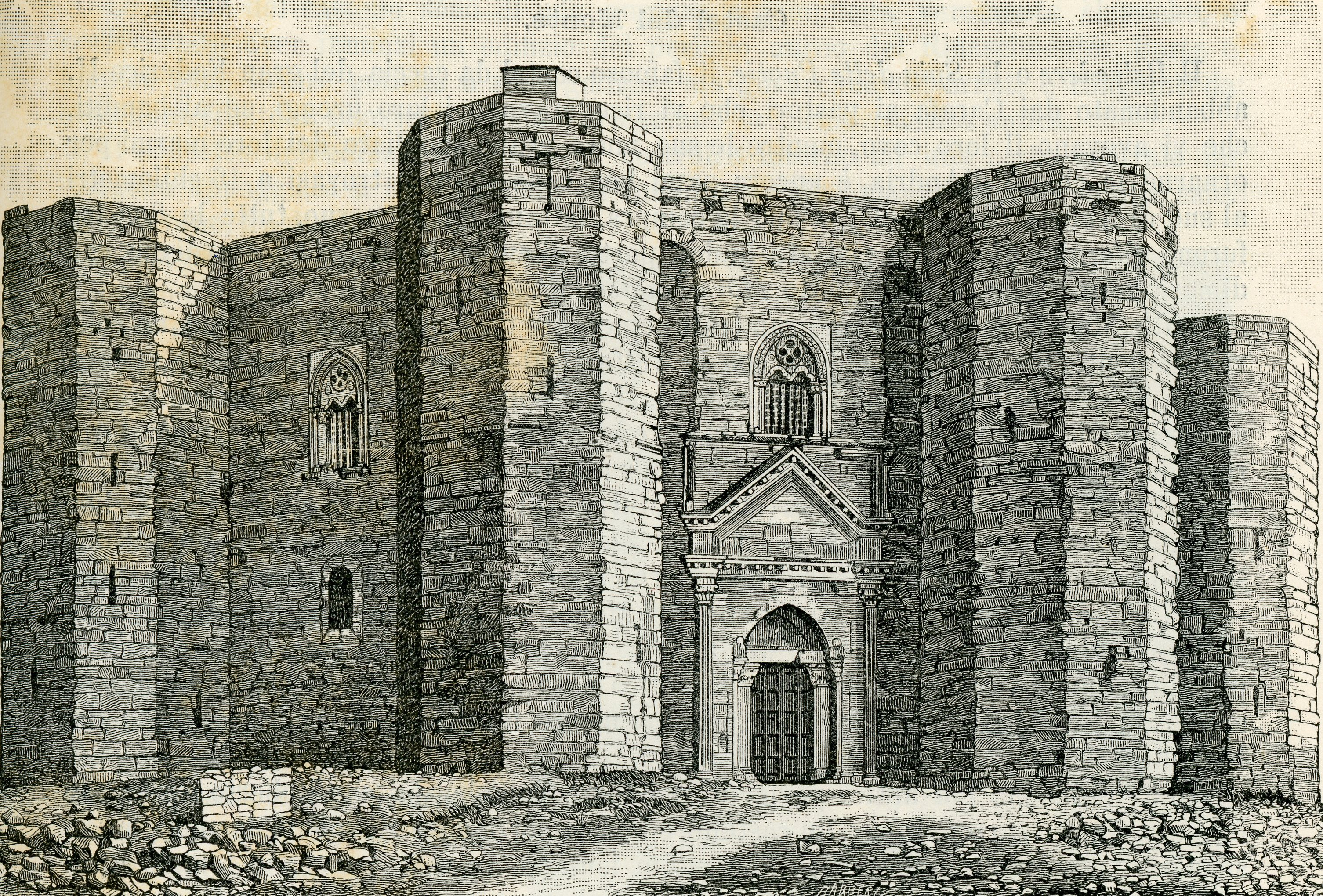
Замок в 1898 году
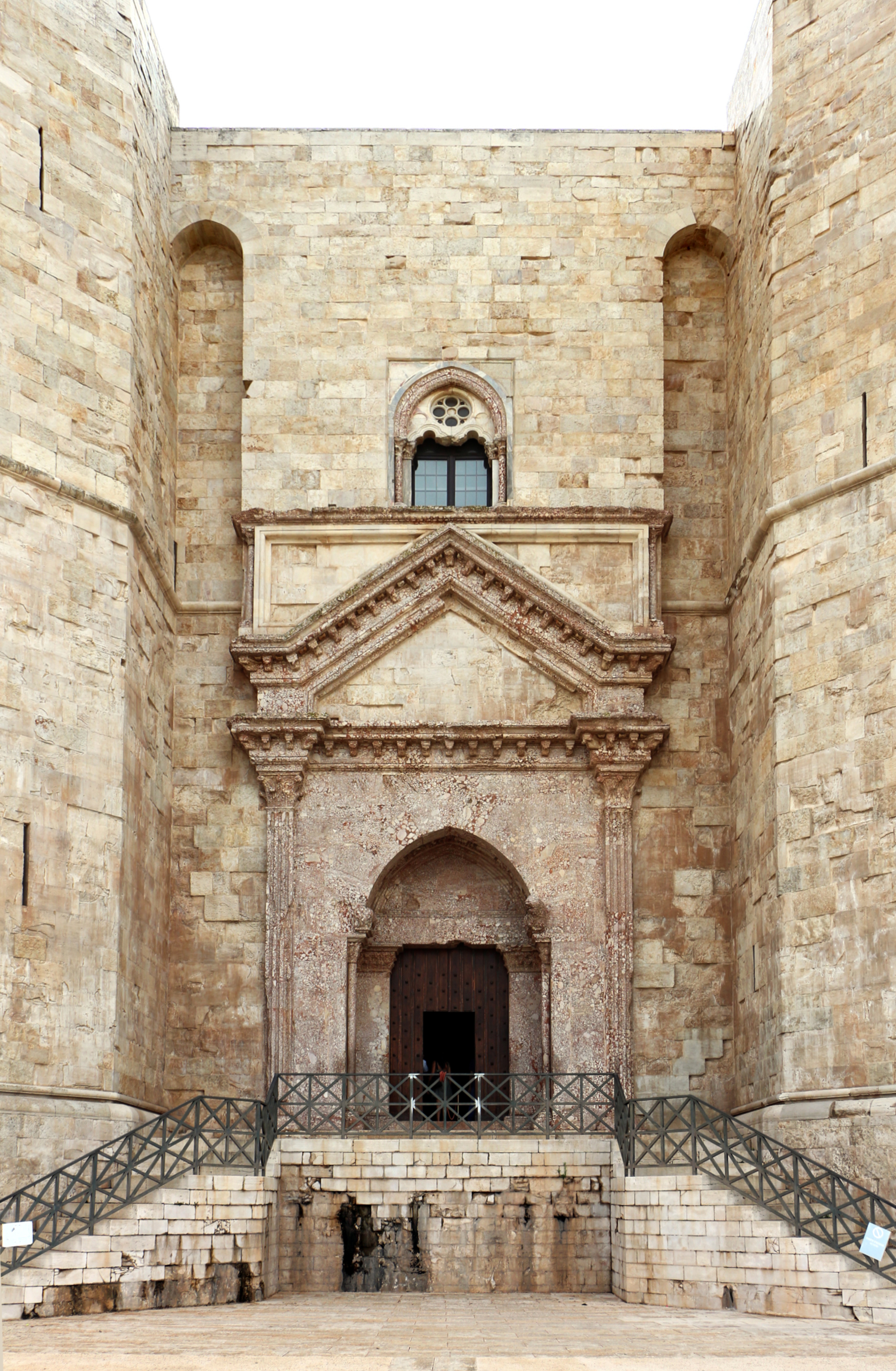
Наружная лестница и портал
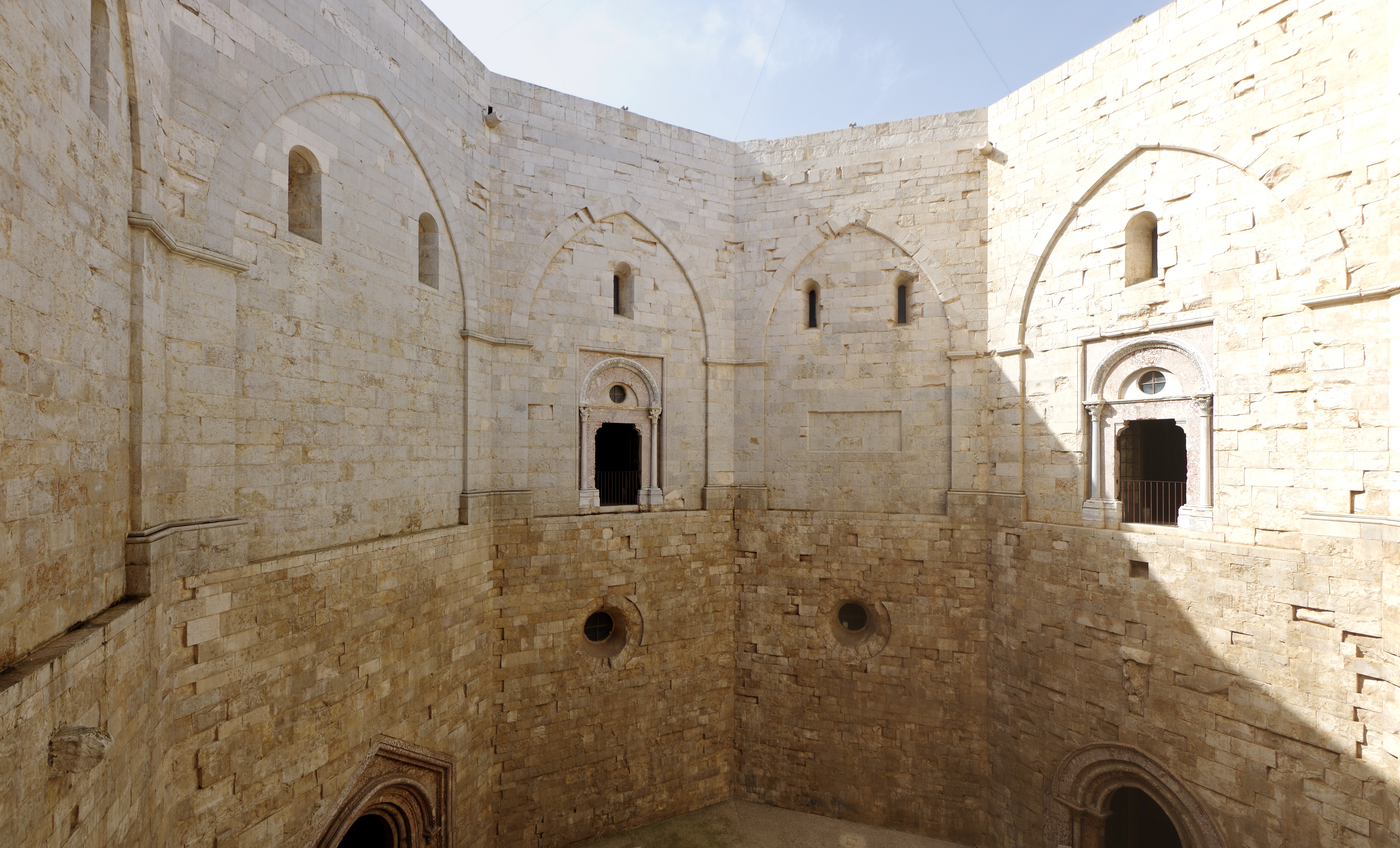
Вид внутреннего двора
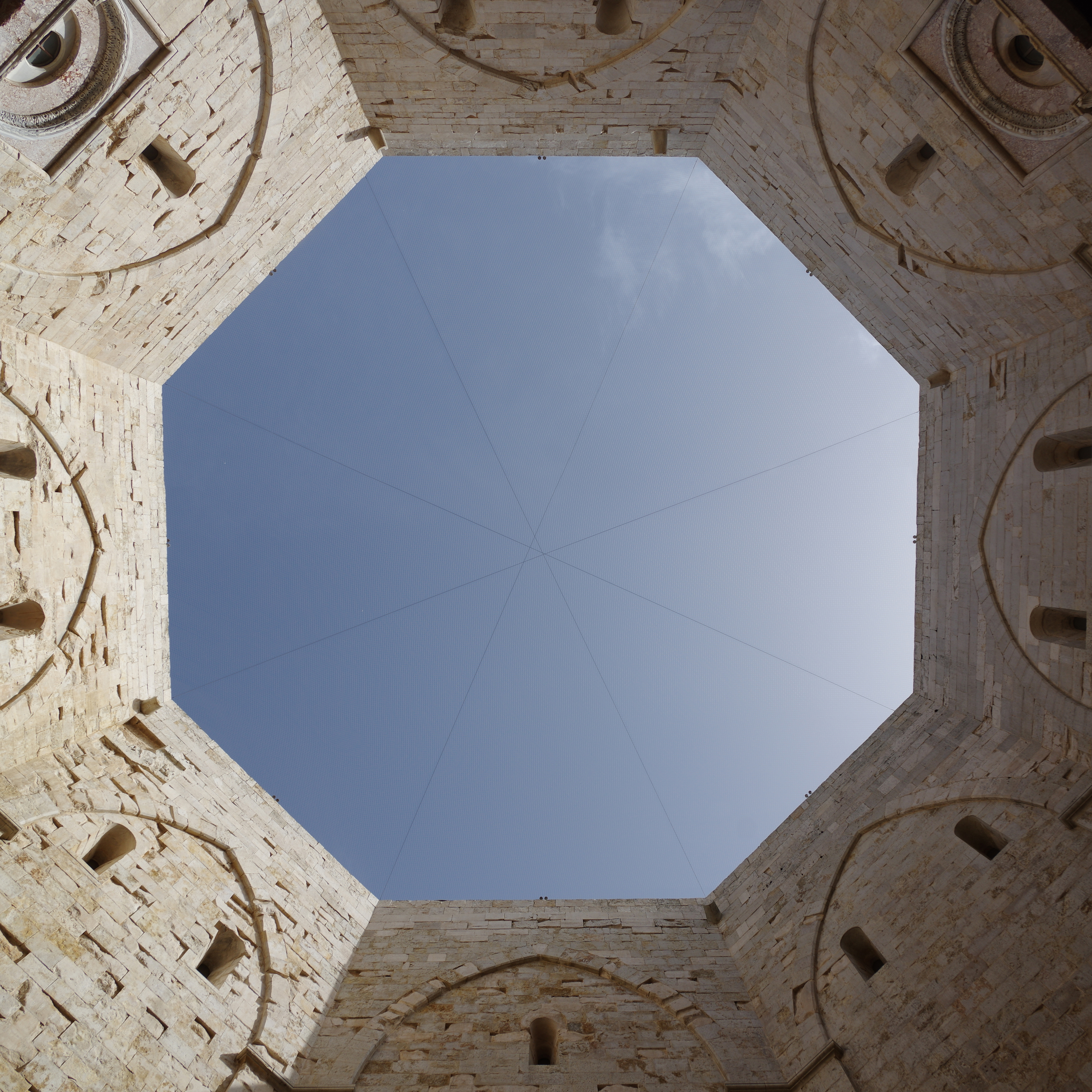
Вид неба из замка
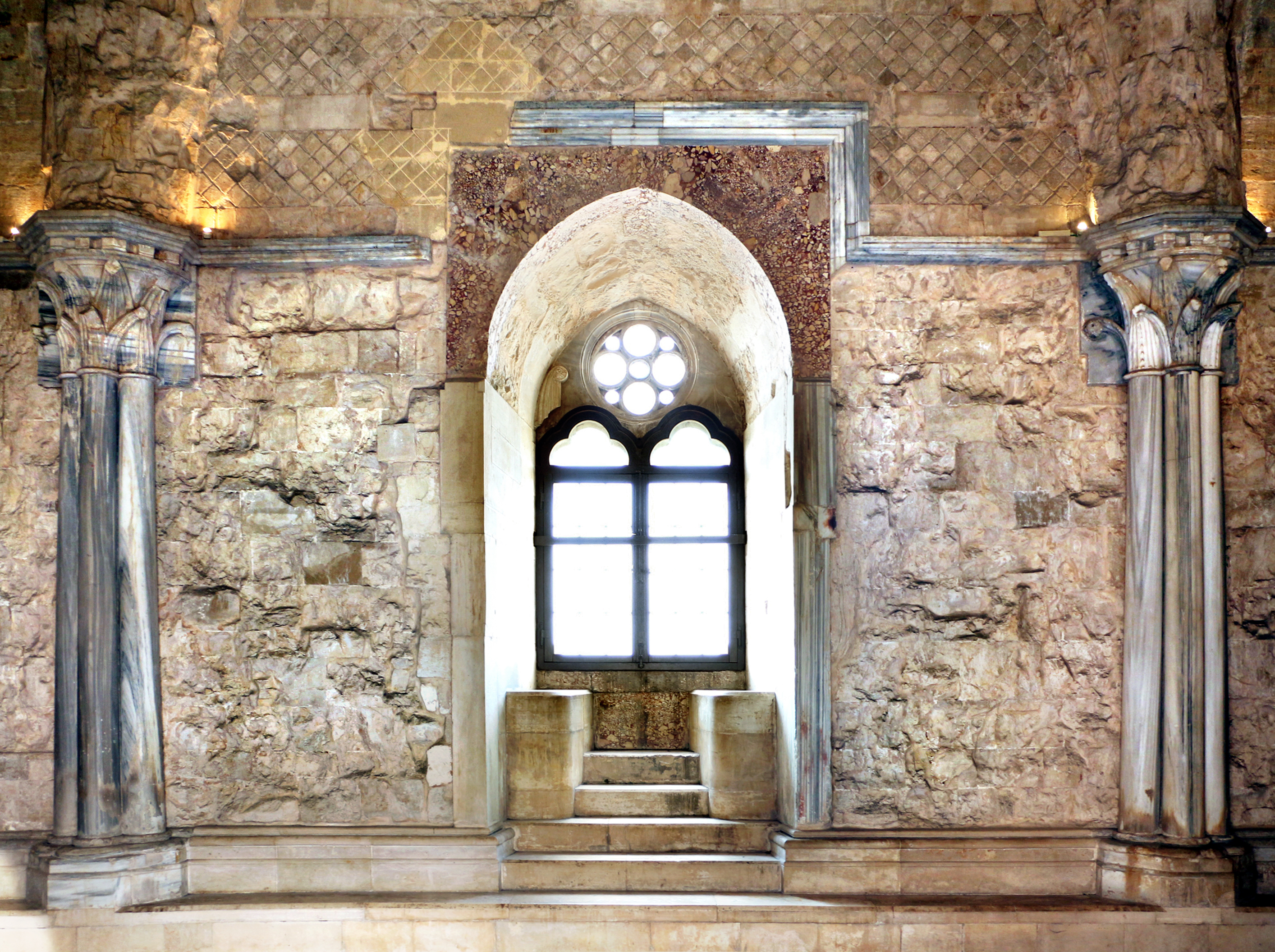
Тронное помещение
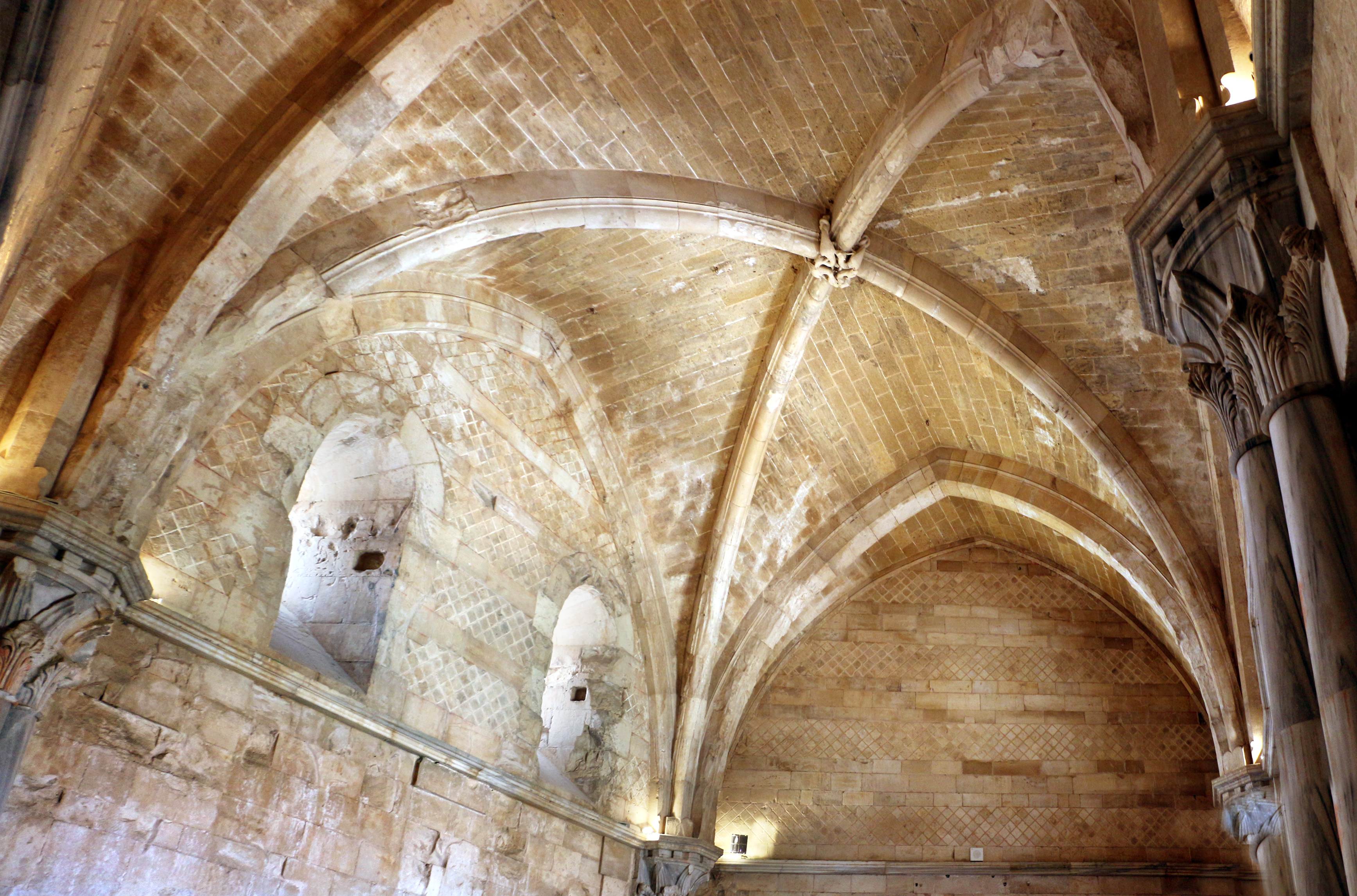
Своды замка
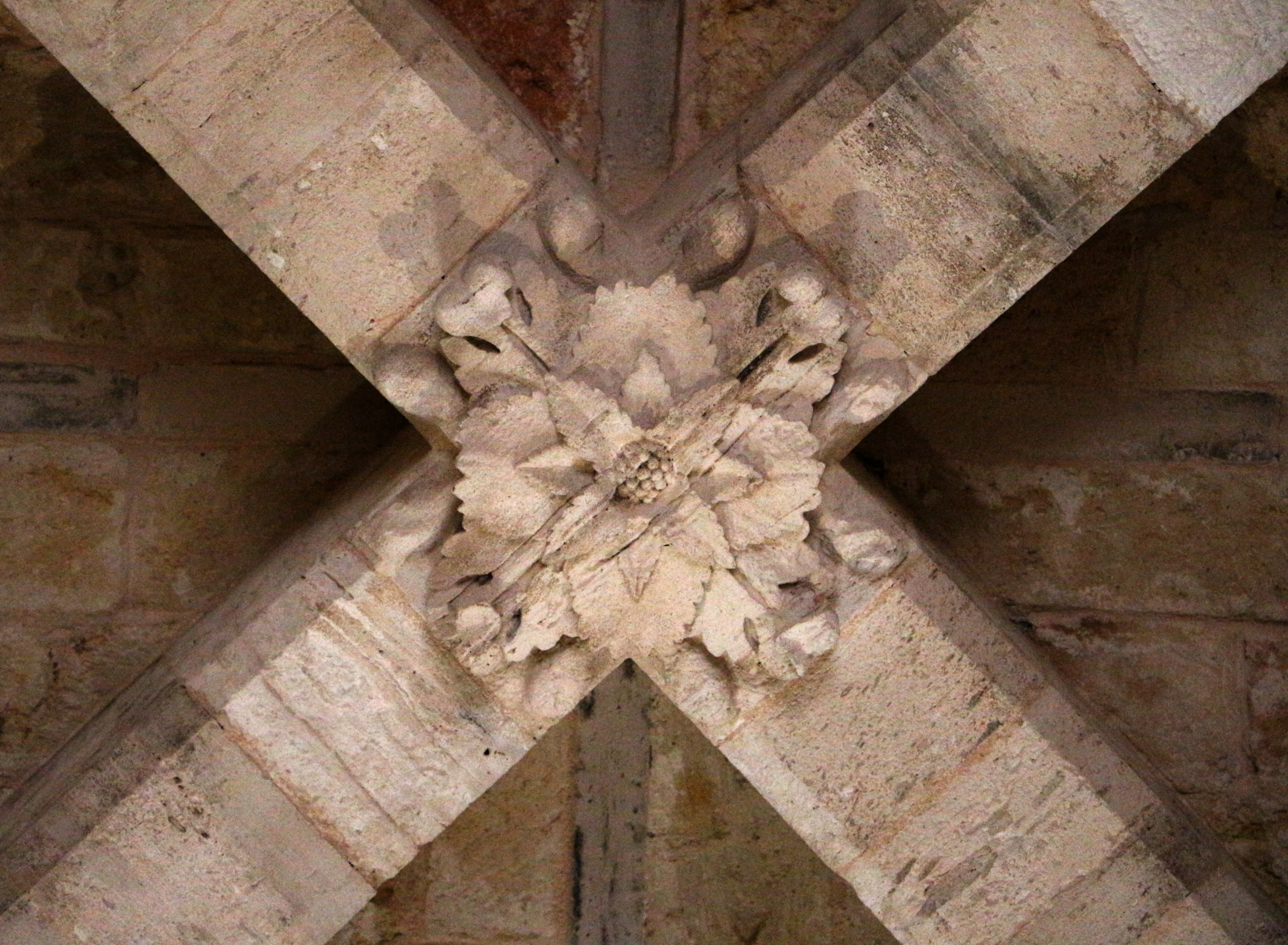
Элемент убранства
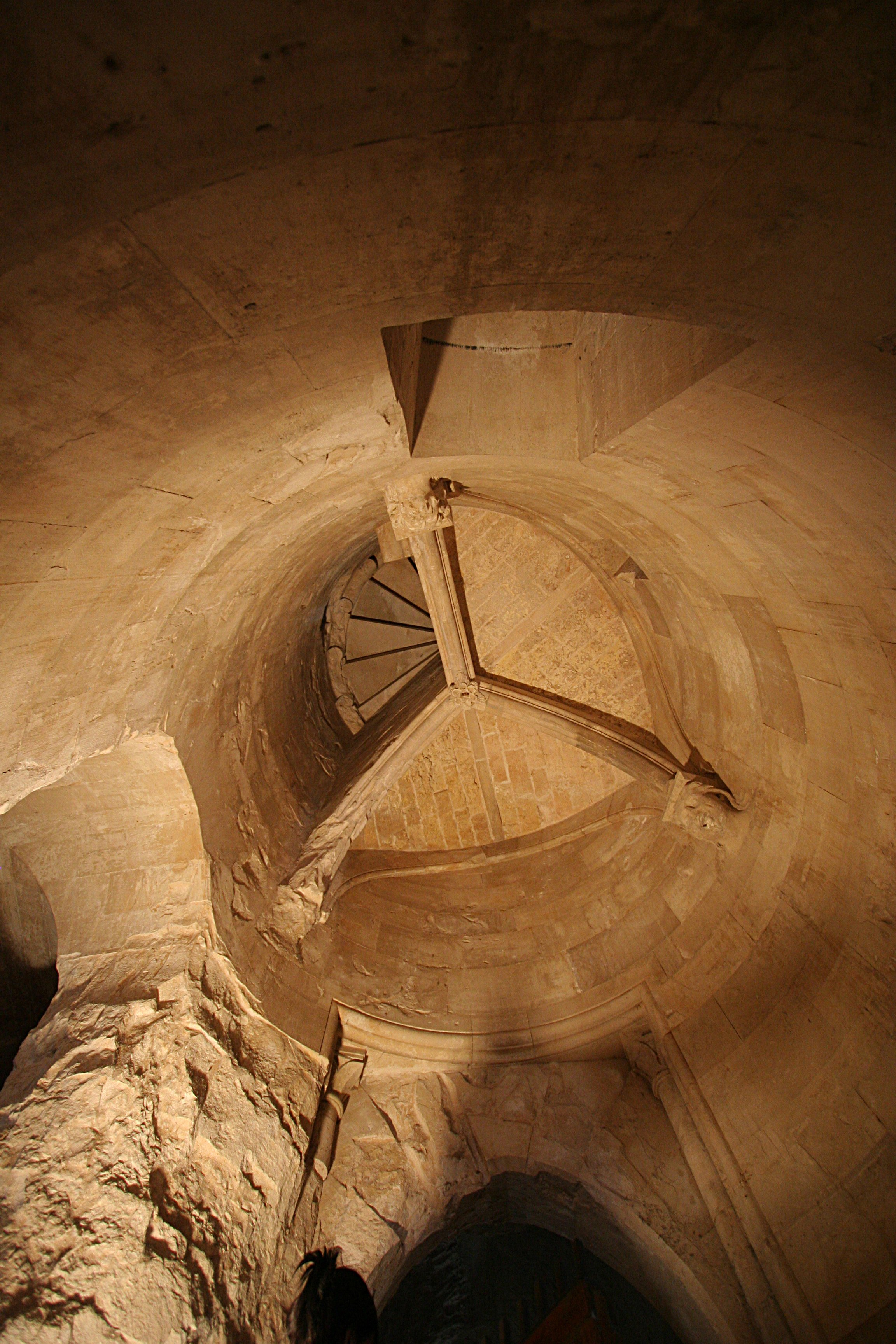
Шахта одной из лестниц